# Бенедикт Коцот
Бенедикт Коцот (пол. Benedykt Kocot, 11 квітня 1954) — польський велогонщик.
Бронзовий призер Олімпійських Ігор 1972 року в гонці на 2000 м на тандемах, учасник 1976, 1980 років.